# Seznam britanskih admiralov
Seznam britanskih admiralov.

## B
- David Beatty
- William Henry Dudley Boyle

## C
- Archibald Cochrane
- Christopher Craddock

## E
- Edward Ratcliffe Garth Russell Evans

## J
- John Jellicoe

## P
- Thomas Phillips